# Parco Guido Vergani e Giardino Valentino Bompiani
Il parco Guido Vergani e il Giardino Valentino Bompiani, precedentemente conosciuti come parco Pallavicino, in prossimità della fermata Pagano della linea 1 della metropolitana, furono realizzati negli anni sessanta su terreni in precedenza occupati dalla cintura ferroviaria ovest e dallo scalo Sempione, dismessi nel 1934.

## Quattro differenti intitolazioni
Nato col nome di parco Pallavicino, la sua parte centrale fra via Panzini e via Rossetti è stata intitolata ai Carabinieri (Largo Carabinieri d'Italia), pur non essendo presenti targhe viarie che lo testimonino. In seguito la sua parte meridionale è stata intitolata al giornalista e scrittore milanese Guido Vergani, mentre le parti più settentrionali, separate da via Vincenzo Monti, al professor Giuseppe Lazzati e all'editore Valentino Bompiani.

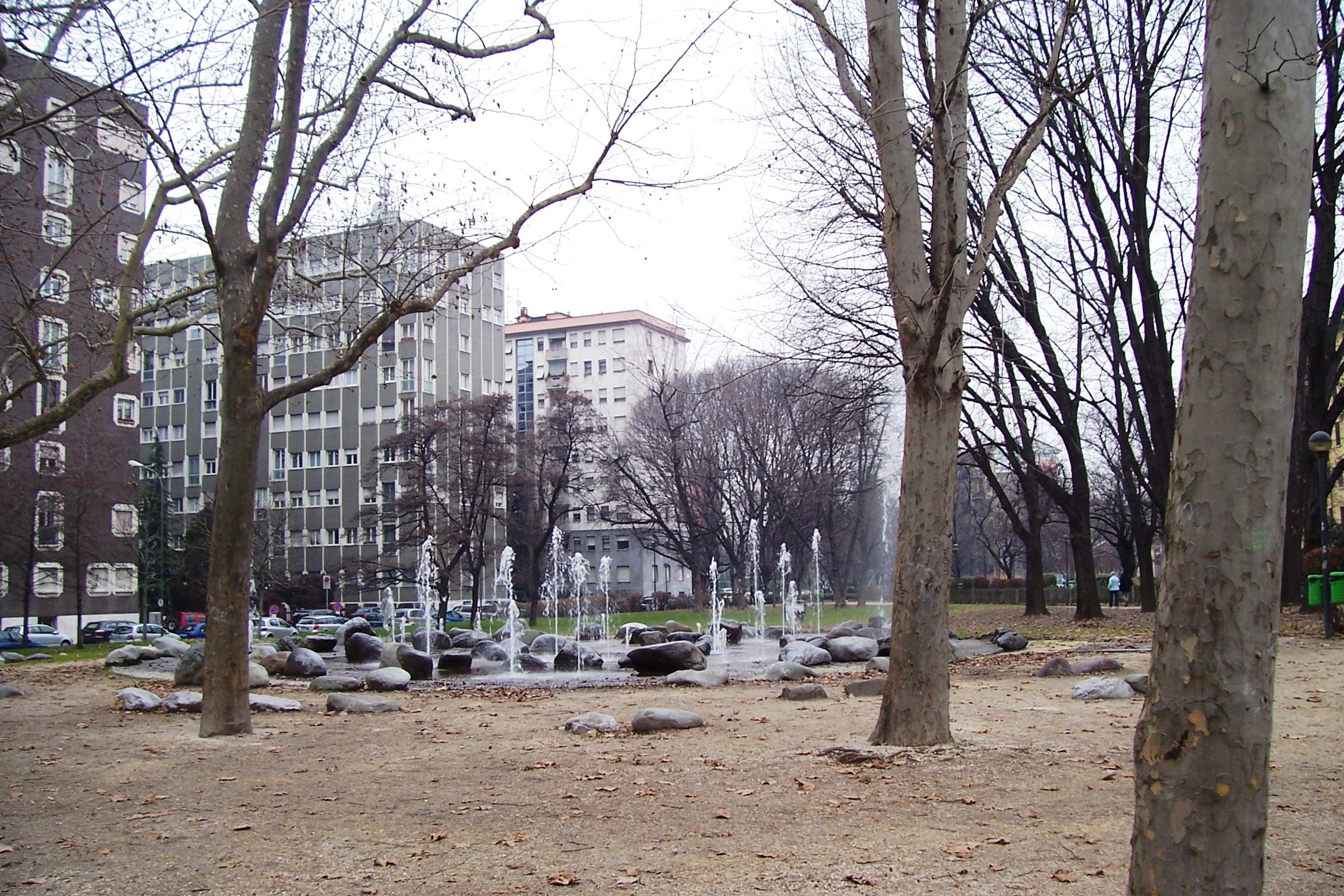
La fontana senza vasca

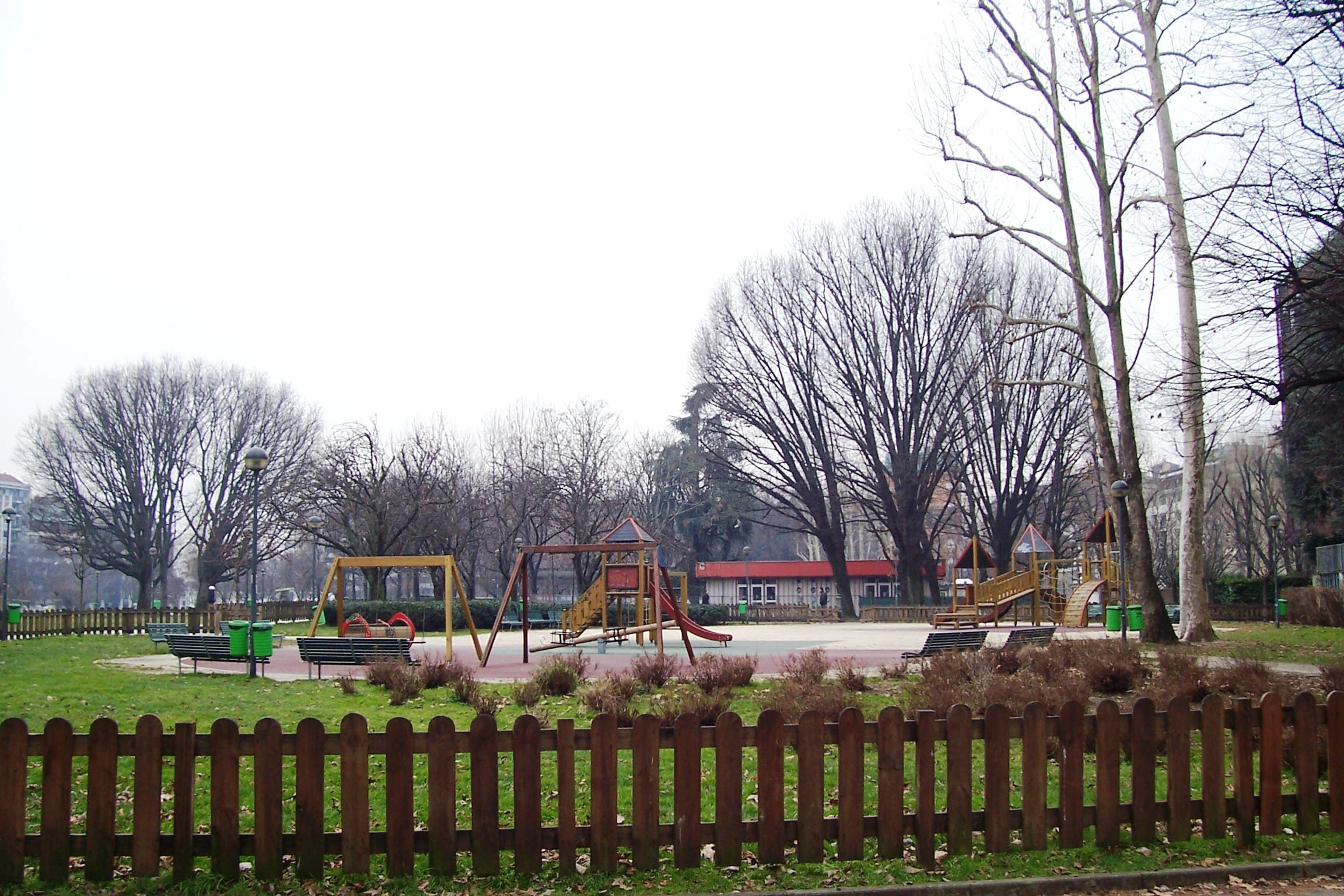
Una delle sei aree giochi

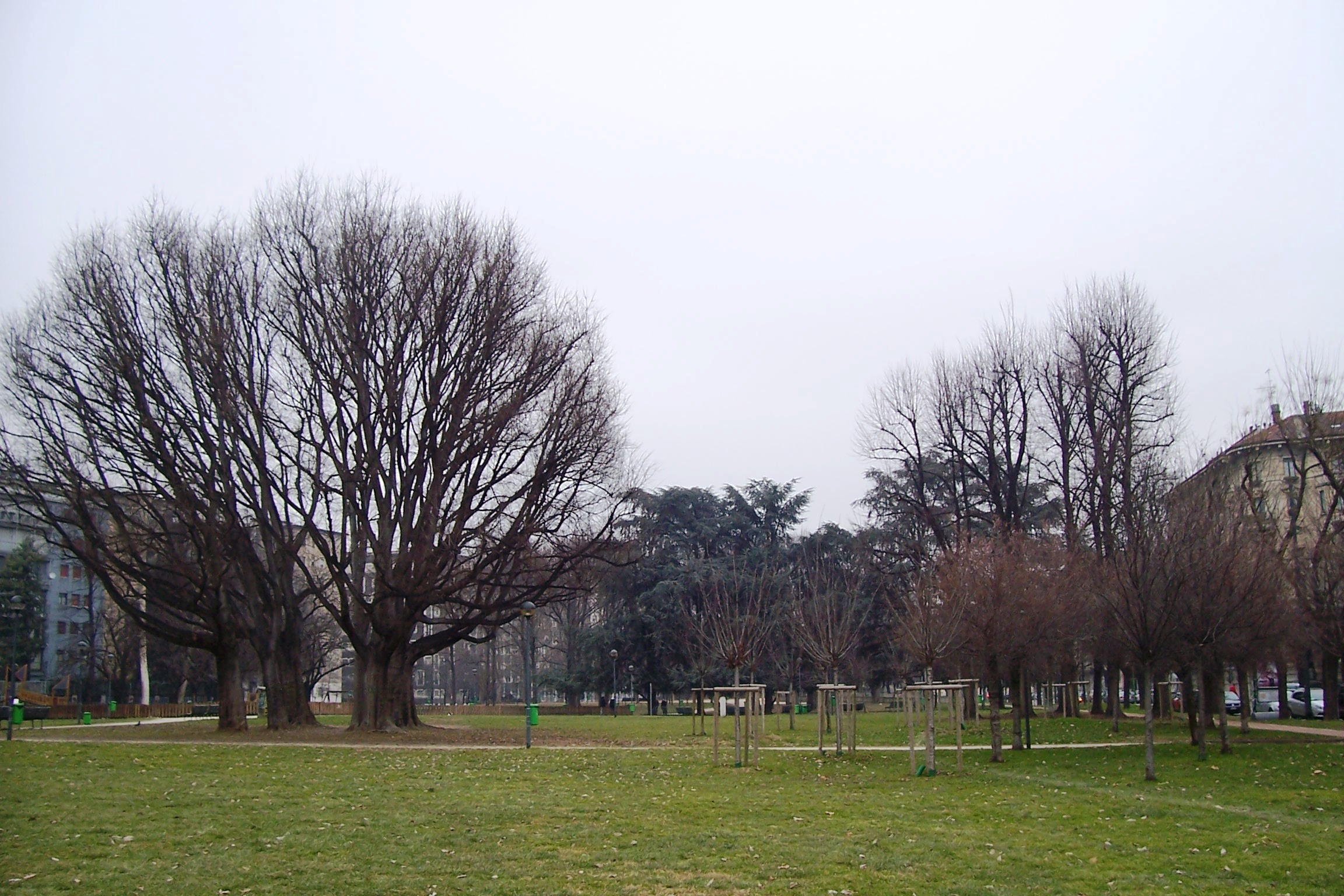
Veduta d'assieme verso nord

## Storia
Dopo che nel 1934 le Ferrovie dello Stato dismisero l'area, i progetti del comune erano assai diversi: il PRG del 1938 prevedeva di costruire su quegli spazi una zona residenziale, oltre alle consuete strutture di pubblica utilità. Lo scalo ferroviario era perpendicolare al corso Sempione, inserendosi tra questo a est e l'ex piazza d'armi, ormai designata a ospitare la Fiera Campionaria, a ovest; venne così tracciato e realizzato il reticolo viario con due strade di attraversamento perpendicolari (via Gabriele Rossetti e via Monti): sono quelle che ancora oggi dividono il parco in tre sezioni. Quella mediana è, a causa degli edifici costruiti prima del parco, una ristretta fascia che si riduce, in alcuni punti, a poco più di un marciapiede. Gli strumenti urbanistici successivi spostarono il centro direzionale verso porta Nuova e la stazione Centrale. Nel 1960, su questa area, iniziarono i lavori per la realizzazione del parco, a cui seguì una riqualificazione dell'area verde, che venne eseguita nel 2001.

## Flora
Il parco Pallavicino è uno dei più ricchi di varietà arboree della città sin dalle origini e i lavori per la riqualificazione, durati oltre due anni (1999-2001), ne hanno ulteriormente ampliato il "catalogo" introducendo varie specie a fioritura e altre con foglie che cambiano colore col progredire della stagione: l'albero dei tulipani, l'albero dai fiori d'oro, la magnolia, il melo comune, il ciliegio da fiore, il ciliegio selvatico o degli uccelli, più varietà di biancospino, l'uva turca e il ligustro. Ancora, l'acero di monte, l'acero saccarino, la quercia rossa, la farnia, la quercia di palude, il leccio. Tra quelli più alti, ricordiamo il bagolaro, il carpino bianco, il faggio dei boschi, due varietà di pioppo nero, il platano comune,  il cedro dell'Himalaya. Per completare la rassegna, citiamo l'ontano bianco, l'ontano nero, la betulla bianca, l'olmo siberiano,il tiglio selvatico, il liquidambar, l'albero di Giuda e, infine, lo spino di Giuda.

## Strutture e servizi
Sempre nel 2001, è stato installato il sistema di irrigazione e innaffiamento notturno automatico sfruttando l'acqua non potabile di prima falda. Le aree gioco, sei, sono state differenziate per tipologia di attrezzatura e per età, con recinzione per quelle dei più piccoli; gli spazi riservati ai cani sono tre, ampi e provvisti di panchine per i proprietari, di fontanelle e di quanto serve per l'igiene, sacchetti, palette e recipienti per disfarsene.
L'attrazione più frequentata è però certamente la "fontana senza vasca", un gioco di imprevedibili schizzi d'acqua tra i massi e le pietre di un terreno sicuro.